# Революція в Тунісі
Револю́ція в Туні́сі (2010—2011) або Жасми́нова револю́ція (фр. Révolution de jasmin) — хвиля загальнонаціональних протестів, викликаних незадоволенням політикою президента Тунісу бен Алі, що призвела до його відставки 14 січня 2011 року та призначення нового уряду зі значними змінами 27 січня 2011 року.
Поштовхом до масових виступів стало публічне самоспалення 17 грудня 2010 року вуличного торговця фруктами й овочами в місті Сіді-Бузіді Мухаммеда Буазізі, чиї товари конфіскувала влада. Цей інцидент висвітлив проблему безробіття (за деякими даними, торговець мав вищу освіту), подорожчання життя (Буазізі став торговцем, аби вижити) та корупції (торговець торгував без ліцензії, за яку треба було дати хабар). Публічне самоспалення спровокувало низку схожих інцидентів серед людей, що опинилися у схожій ситуації, при чому похорони часто перетворювалися в демонстрації протесту. Успішна відставка президента країни спричинила хвилю аналогічних акцій протесту в інших арабських країнах.

## Хронологія подій

### Початок протестів

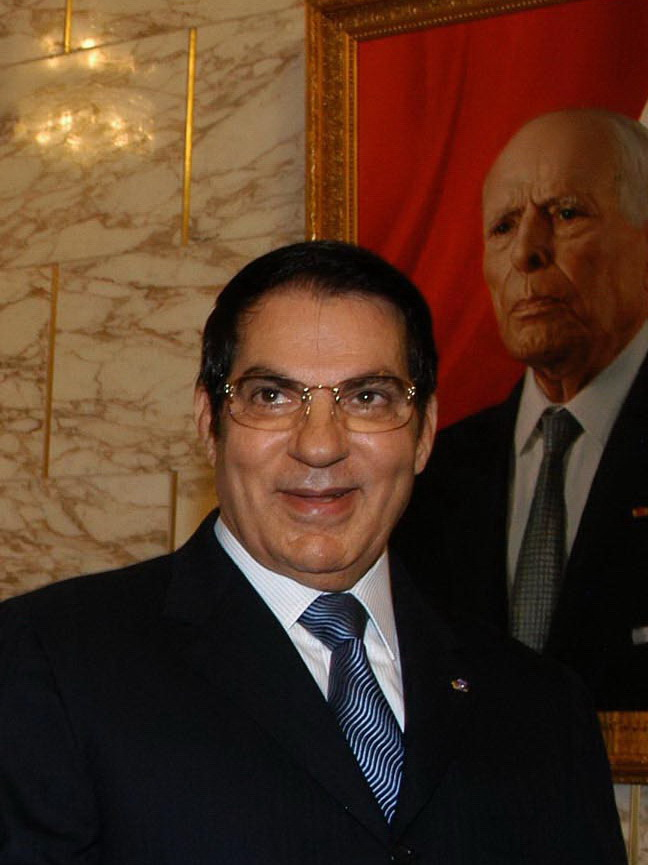
Зін аль-Абідін бен Алі, Президент Тунісу з 1987 по 2011

18 грудня було проведено перші акції протесту, які за тиждень поширилися територією країни й дісталися столиці. У відповідь на це влада застосувала силу, 25 грудня з'явилися повідомлення про першу жертву.

### Заворушення в столиці
Кількість загиблих зросла в січні 2011. 10 січня в країні було призупинено навчання в школах та університетах. 12 січня до столиці країни було введено війська, а також оголошено комендантську годину. Поліція та армія отримали дозвіл відкривати вогонь по всіх «підозрюваних» у разі, якщо вони будуть відмовлятися виконувати накази. Президент країни пообіцяв здійснити низку реформ, а також відмовився від участі у наступних виборах 2014 року.

### Відставка уряду і президента
14 січня президент бен Алі відправив уряд у відставку та призначив дату нових парламентських виборів, згодом на території країни було введено надзвичайний стан. Того ж дня з'явилися повідомлення про те, що бен Алі покинув межі Тунісу (Наступного дня стало відомо, що він прилетів до Саудівської Аравії, де йому надали притулок у місті Джидді. Хоча спершу з'явилися повідомлення, начебто бен-Алі вилетів до Франції, проте в'їзд на території країни йому особисто заборонив президент Ніколя Саркозі.). Країну очолив прем'єр-міністр Мухаммед аль-Ґаннуші. Втім наступного дня Конституційна рада, остаточно усунувши бен Алі від посади президента, відповідно до статті 57 конституції Тунісу призначила тимчасовим виконувачем обов'язків президента спікера парламенту Фуада аль-Мубазаа.

## Подальші події

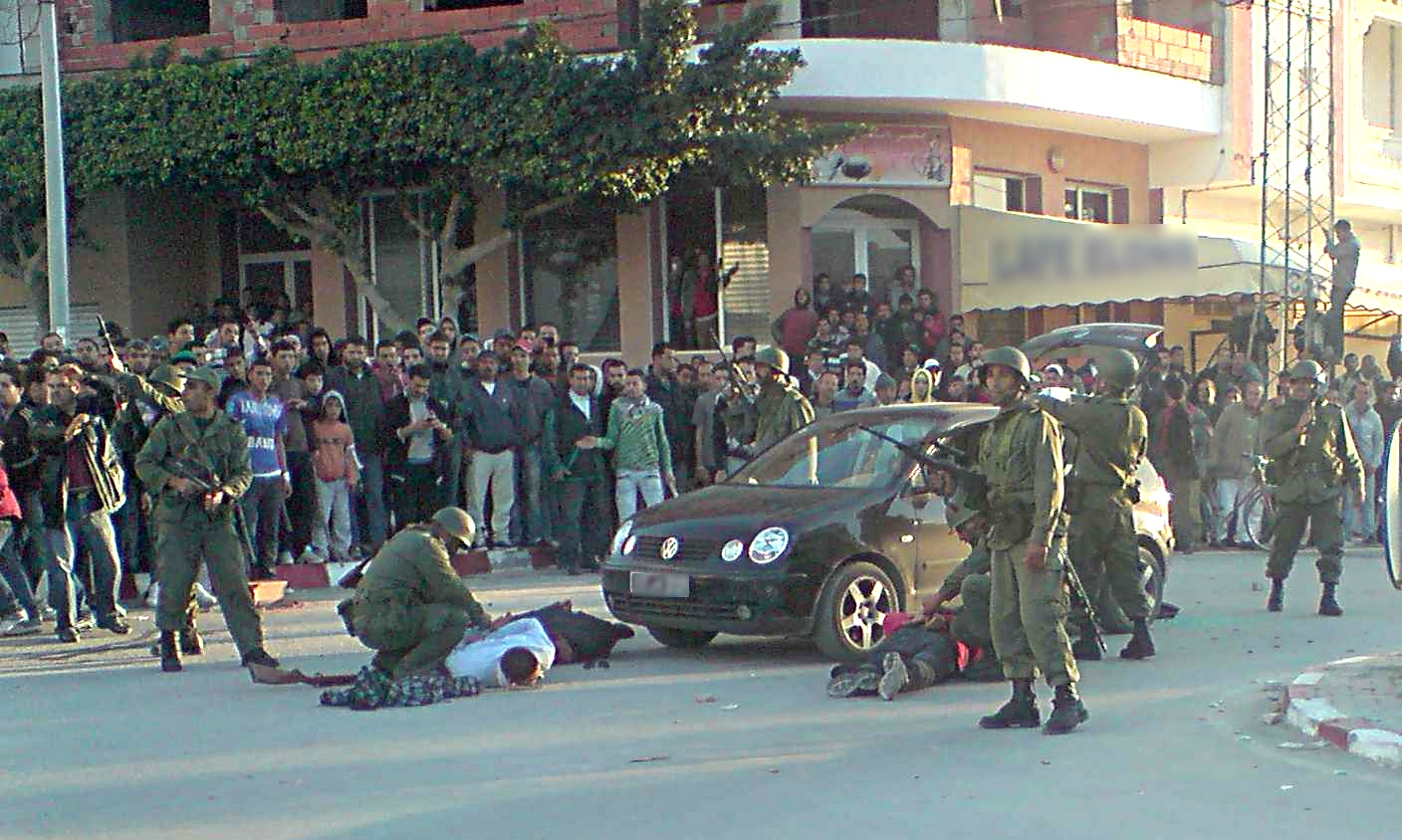
Туніські солдати виконують роль поліції, 15 січня 2011

В наступні дні в країні тривали безлади. 15 січня невдала спроба втечі з в'язниці міста Монастіра спричинила пожежу, внаслідок якої загинуло 42 в'язні. Було спалено головний вокзал столиці. 16 січня виникла перестрілка неподалік президентського палацу. За повідомленнями арабських супутникових телеканалів, перестрілка відбулася між армією і поліцією з одного боку та співробітниками президентської служби безпеки з іншого.
- 17 січня — прем'єр-міністр Тунісу Мухаммед аль-Ґаннуші оголосив склад уряду національної єдності, при чому дві посади отримали опозиційні лідери Ахмед Ібрагім та Мустафа бен-Джафар.[24] Уже 18 січня найбільша профспілка Тунісу — Громадська спілка робітників (UGTT), яка брала активну участь в акціях протесту, заявила, що не визнає тимчасовий уряд країни. Відтак троє міністрів, що представляли цю профспілку, покинули уряд.[25] Причиною цього стало те, що на ключові посади було призначено представників правлячої досі партії Конституційне Демократичне Зібрання. У відповідь на це прем'єр-міністр аль-Ґаннуші та інші міністри попереднього уряду, що зберегли свої місця, вийшли зі складу партії.[26]

Міністр внутрішніх справ нового туніського уряду Ахмед Фріа заявив, що масові акції протесту завдали економіці країни збиток у розмірі 3 млрд динарів (1,6 млрд євро).
Наступними днями було заарештовано 33 родичів колишнього президента бен Алі., в той же час самого бен Алі попросили не повертатися до країни.
- 20 січня — Тимчасовий уряд Тунісу визнав законними всі заборонені за колишньої влади політичні партії та об'єднання, а також оголосив загальну амністію політв'язнів.[30] Втім 23 січня у столиці країни продовжилися протести, цього разу з вимогою відставки прем'єр-міністра Мухаммеда Ґаннуші.[31]

- 26 січня — Тимчасовий уряд Тунісу видав ордер на арешт бен Алі, його дружини та інших членів клану, яких підозрюють у вчиненні корупційних злочинів.[32]

- 27 січня — прем'єр-міністр Мухаммед Ґануші здійснив низку перестановок в уряді (всього 12), зокрема було усунуто міністрів від партії бен Алі (міністри внутрішніх справ, закордонних справ та освіти).[33]

- 27 лютого — після протестів проти перехідного правління під керівництвом прем'єр-міністра Туніса Мухаммеда Ґаннуші, останній пішов у відставку.[34]

## Жертви
Внаслідок революції в Тунісі загинули 219 осіб.